# Aphelocoma californica
La chara californiana (Aphelocoma californica) 
es una especie de ave paseriforme de la familia Corvidae (junto con los cuervos, arrendajos y urracas, entre otros), nativa del oeste de América del Norte donde abunda en sus matorrales. 
Se extiende en el Oeste de Norteamérica desde el sur de Washington hasta el centro de Texas y el centro de México. Es una especie no migratoria y se puede encontrar en las zonas urbanas, se reconocen varias subespecies. Su cabeza, alas y cola son de color azul, mientras que el dorso y partes inferiores son grisáceas. Es de tamaño mediano, mide unos 30 cm de longitud y 40 cm de envergadura. A veces son llamados "arrendajos azules", aunque el arrendajo azul es una especie de ave completamente diferente. En los últimos años ha ampliado su distribución hacia el norte en la región de Puget Sound, Washington.
Su dieta es omnívora, se alimenta principalmente de insectos, pequeñas lagartijas, grano, frutas, bayas y frutos secos dependiendo de la época del año. Al igual que otros córvidos, esta ave es capaz de vocalizar hasta 20 tipos de llamadas distintas, variando desde las dulces notas del cortejo hasta chasquidos de amenaza.
Según algunos expertos existe la posibilidad de que esta ave tenga la capacidad de viajar al pasado mentalmente, algo que hasta hace muy poco se creía una habilidad única del ser humano.

## Subespecies
Se reconocen las siguientes subespecies:
- A. c. cactophila Huey, 1942
- A. c. californica (Vigors, 1839)
- A. c. cana Pitelka, 1951
- A. c. caurina Pitelka, 1951
- A. c. hypoleuca Ridgway, 1887
- A. c. immanis Grinnell, 1901
- A. c. obscura Anthony, 1889
- A. c. oocleptica Swarth, 1918

## Descripción
La chara californiana es un ave alerta y observadora, conocida por su atucia y comportamiento audaz. En ocasiones, se la denomina "el chacal de la maleza" debido a su inclinación por actos ingeniosos y oportunistas. Es común encontrarla en parques y jardines, donde a menudo se alimenta de manera inusual: puede ahuyentar gatos con un picotazo en la cola, aprovechando su distracción para llevarse el alimento rápidamente, acompañada de estridentes vocalizaciones.
Estas aves son monógamas y suelen vivir en parejas dentro de grupos más amplios. No obstante, durante la temporada de cría, adoptan una actitud territorial y agresiva, expulsando a los intrusos con llamadas penetrantes que pueden resultar intimidantes.
La chara californiana es conocida también por su comportamiento de almacenamiento. Esconde bellotas, frutos secos, insectos y gusanos en múltiples ubicaciones dentro de su territorio, similar a lo que hace el arrendajo. Sin embargo, además de acumular sus propias reservas, tiene la habilidad de localizar y apropiarse de los escondites de otras aves, mostrando un notables ingenio. Este comportamiento genera interacciones complejas, donde las aves que almacenan desarrollan estrategias para proteger sus provisiones, mientras que las saqueadoras emplean tácticas para descubrir y aprovechar estos recursos.

## Inteligencia
Estudios realizados por Nicki Clayton, psicóloga y profesora de Cognición Comparativa en la Universidad de Cambridge, han revelado comportamientos sorprendentes en las charas californianas relacionados con su capacidad para gestionar y proteger sus provisiones. Estas aves muestran una notable habilidad para adaptarse a las circunstancias según la presencia de observadores. Por ejemplo, prefieren enterrar su alimento en áreas ocultas o sombreadas si perciben que otros pájaros están observándolas. Si los posibles rivales no pueden verlas pero podrían escucharlas, optan por utilizar sustratos menos ruidosos, como tierra en lugar de grava, para minimizar las probabilidades de ser descubiertas.
En caso de que otra ave haya presenciado el escondite del alimento, la chara puede volver a ese lugar para trasladar el suministro a un sitio nuevo e incluso fingir que lo hace, en un aparente intento de confundir al observador. Curiosamente, este tipo de comportamiento estratégico se reserva exclusivamente para situaciones en las que enfrentan competencia, ya que con sus parejas muestran total honestidad.
```
Un hallazgo aún más notable es que estas tácticas parecen estar vinculadas a experiencias previas. Las charas que han robado alimento a otras aves en el pasado son significativamente más propensas a cambiar de lugar sus provisiones o a emplear estrategias engañosas, mientras que aquellas sin antecedentes de hurto rara vez recurren a este tipo de comportamientos.
```